# ابونصر فراهی
ابونصر فراهی (یا ابونصر بدرالدین مسعود بن ابی‌بکر فراهی) (درگذشتهٔ سال ۶۴۰ هجری قمری) شاعر و لغت‌نامه‌نویس ایرانی بود.
او در شهر فراه (در افغانستان امروزی) متولد شد، و گفته می‌شود که کور مادرزاد بود و و در دربار بهرامشاه بن تاج‌الدین حرب، پادشاه سیستان که با پادشاهان غور پیوستگی داشت، می‌زیست. اثر معروف او نصاب‌الصبیان، لغت‌نامهای عربی به فارسی و به شعر و شامل دویست بیت بود.

## نصاب الصبیان
اثر برجستهٔ ابونصر فراهی، «نصاب الصبیان» نام دارد که آن را به فرمان نظام الملک حسن وزیر، بهرامشاه به نظم آورد. این کتاب ترجمه فارسی بسیاری از لغات عربی به فارسی است که برای آموزش کودکان نوشته شده‌است. گر چه برای هر کسی که خواهان یادگیری عربی باشد مفید است.

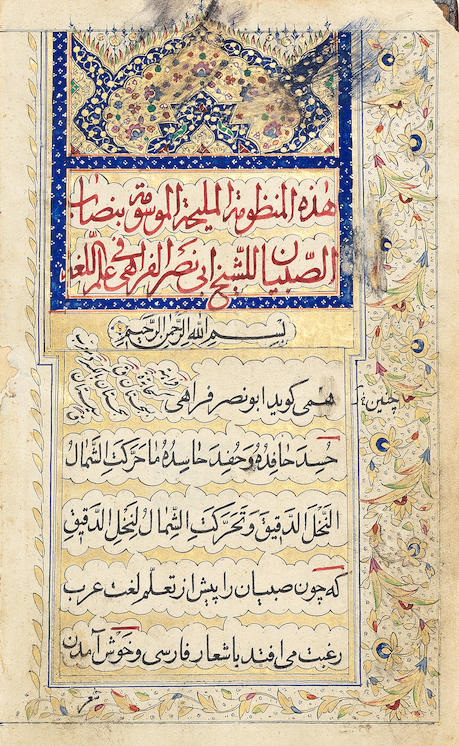
نگاره‌‌ای از نسخه‌ای خطی کتاب «نصاب الصبیان»

بر «نصاب الصبیان» شروح بسیار نوشته شده از جمله می‌توان شرح «ریاض الفتیان» ابن حسام در نیمهٔ نخست سدهٔ هشتم، شرح «رافع النصاب» از احمد بن الفقیه (۸۱۸)، «کنزالفنون» از یک دانشمند در هند در سدهٔ یازدهم را نام برد.
پس از نصاب الصبیان تقلیدهای بسیاری از آن شده که از مشهورترین آن‌ها «زهرة الادب» در لغت عربی به فارسی است.
دوصد بیتی که او در نصاب الصبیان گرد آورده از جمله ابیاتی است که قرنها در مکاتب و مدارس افغانستان و کشورهای همجوار به عنوان کتاب درسی استفاده می‌شده و در حوزه‌های ایران و افغانستان تدریس می‌شده‌است.
در دوران معاصر استاد علامه حسن‌زاده آملی، این کتاب را تصحیح نموده و همراه با چندین بیت اشعار ملحقه و اعراب کلمات مشکله و پانوشت‌های ارزنده، به امر علامه شعرانی، با نام یاد شده، به چاپ رسانده است.

## دیگر آثار ابو نصر فراهی
از ابونصر فراهی آثار دیگری از جمله «ذات‌العقدین» به جای مانده است. همچنین او منظومه ای بنام «لمعة النور» در فقه دارد

## وفات ابو نصر
تاریخ مرگ او روشن نیست، اما به گفتهٔ کاتب چلبی در «کشف‌الظنون» وی تا ۶۴۰ هجری زنده بوده‌است.